# فرودگاه پارنو
 فرودگاه پارنو (به انگلیسی: Pärnu Airport) (به زبان بومی: Pärnu lennujaam) یک فرودگاه همگانی با کد یاتا EPU است که یک باند فرود بتن دارد و طول باند آن ۲۴۸۰ متر است. این فرودگاه در کشور استونی قرار دارد و در ارتفاع ۱۴ متری از سطح دریا واقع شده است.

## شرکت‌های هواپیمایی و مقصدهای پروازی
| شرکت‌های هواپیمایی      | مقصدهای پروازی     |
| ---------------------- | ------------------ |
| FLN Frisia Luftverkehr | فصلی: Kihnu، Ruhnu |

The small airline Air Livonia flew from Pärnu to کورساره، کیهنو and روهنو until 2006. In the summer of 2010, استونین ایر operated one return flight a week from استکهلم.
The airport was also used for charter flights from Finland and Sweden until 2014, when the deteriorating condition of the runway meant that it was no longer suitable for larger aircraft.